# Ibn Hazm

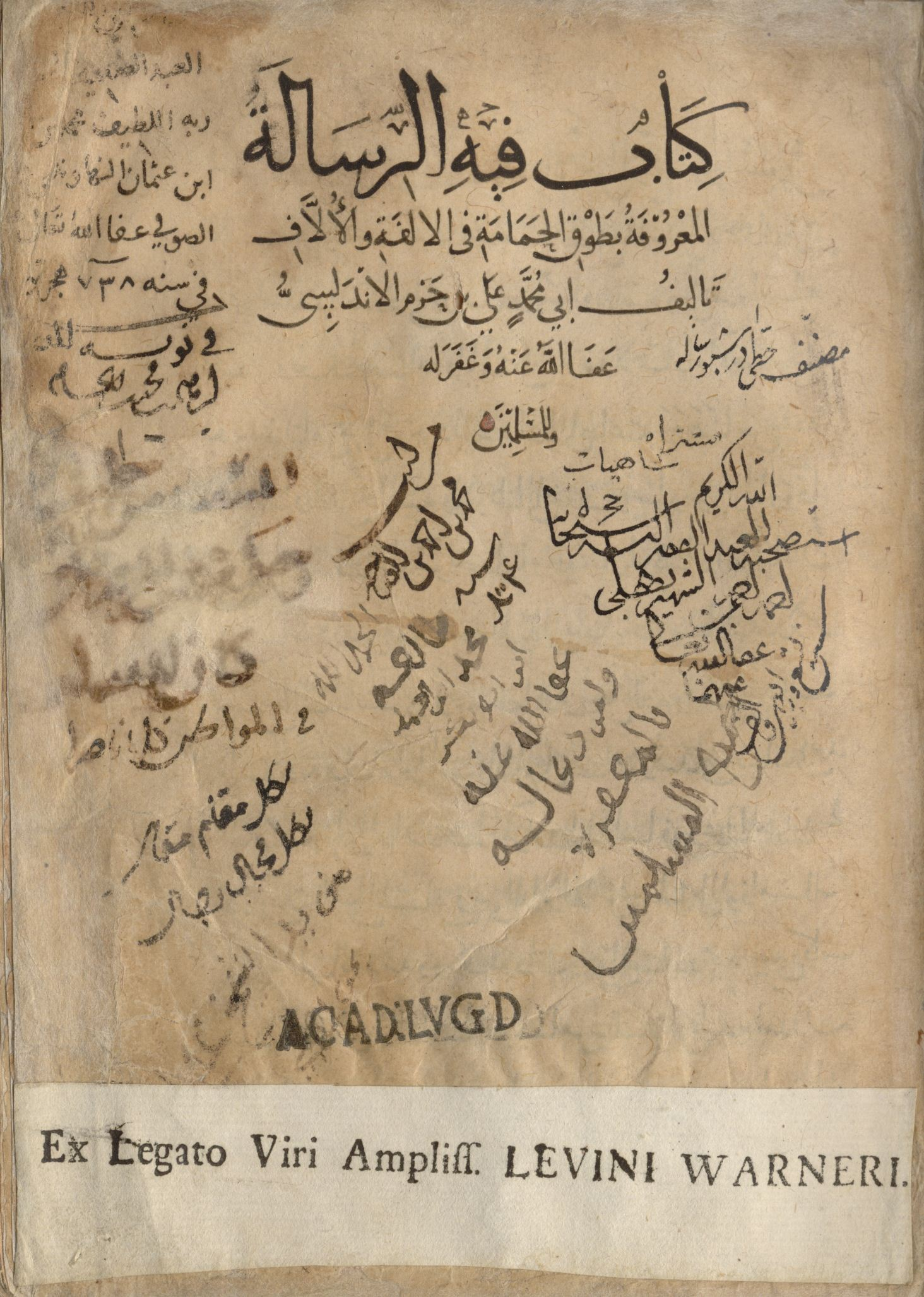
De ring van de duif
(Ms. Or. 927 in Universiteitsbibliotheek Leiden)

Ibn Hazm van Córdoba (voluit Abu Muhammad 'Ali ibn Ahmad ibn Sa`id ibn Hazm en in het Arabisch أبو محمد علي بن احمد بن سعيد بن حزم) (november, 994 – 15 augustus, 1064) was een Andalusisch islamitisch geestelijke en filosoof uit Córdoba in het huidige Spanje. Hij werkte als minister onder de Omajjaden van Andalusië en werd pas later een geestelijke en geleerde. Hij was een aanhanger van de zahiri-rechtsschool van de islam.
Een groot deel van het werk van Ibn Hazm bestaat uit het verwerpen van methoden van andere stromingen binnen de islam, zoals de Moe'tazilieten en de asj'arieten. Hij stelt dat alleen authentieke interpretatie van de Koran en de Hadieth zekerheid kunnen geven. Ibn Hazm heeft niet veel aanhang gekregen in Andalusië of daarbuiten.
Ibn Hazm ontwikkelde de theorie dat de christenen het evangelie vervalst zouden hebben.  Met hem en na hem ontstond er een anti-christelijke houding bij vele islamitische auteurs.
Naast boeken over recht en theologie schreef hij ook een bekende verhandeling over lichamelijke liefde, Ṭawq al-Ḥamāmah ofwel De ring van de duif. Het manuscript (Or. 927) van dit werk wordt bewaard in de Universiteitsbibliotheek Leiden en is digitaal beschikbaar. 
Ibn Hazm stelde dat God niet door zijn eigen woord is gehouden en dat niets hem ertoe verplicht ons de waarheid te openbaren.
In zijn Regensburglezing verwees paus Benedictus XVI naar Ibn Hazm om er het verschil tussen islam en christendom mee te kunnen illustreren.
- Biblioteca Nacional de España: XX873151
- Bibliothèque nationale de France: cb11908146c (data)
- Catàleg d'autoritats de noms i títols de Catalunya: 981058519949606706
- CiNii: DA00341293
- Gemeinsame Normdatei: 11896254X
- International Standard Name Identifier: 0000 0001 2100 9694
- Library of Congress Control Number: n81067951
- Nationale Bibliotheek van Tsjechië: jn20000710058
- Nationale Bibliotheek van Israël: 987007262908805171
- Nationale Bibliotheek van Polen: a0000002929085
- Nederlandse Thesaurus van Auteursnamen: 070825998
- LIBRIS: 191055
- SNAC: w6mm0h18
- Système universitaire de documentation: 026929678
- TDVİA: ibn-hazm
- Trove: 985183
- Virtual International Authority File: 44300351
- WorldCat: E39PBJwxKRCrT7fKGM6qFHwt8C

Zie ook: Oosterse filosofie · Antieke filosofie · Moderne filosofie · Postmoderne filosofie · Portaal filosofie